# 世界仏教徒連盟
世界仏教徒連盟（せかいぶっきょうとれんめい、WFB、World Fellowship of Buddhists）は、世界の仏教徒の友好親善、仏教教義の普及、世界平和への貢献を目的とする仏教徒の国際組織。
1950年、スリランカのコロンボで27か国の代表によって設立。本部はタイ王国・バンコクに設置。会長はこれまではスリランカか南東アジア出身者によって占められ、2008年時点での会長は、パン・ワナメッティ。
組織内では、上座部仏教徒の影響力が強い。
現在、伝統的な仏教国に加えて、アフリカ、ヨーロッパ、インド、アメリカ合衆国、オーストラリアなど35か国に121の地域センターがある。
日本からは、伝統仏教界唯一の連合体である財団法人全日本仏教会が参加しており、世界仏教徒連盟日本センターも同会に設置されている。

## 世界仏教徒会議
世界仏教徒連盟の最高議決機関として、数年毎に世界仏教徒会議が開催され、役員の選出や活動の報告・立案等が行われる。
- 第1回 1950年6月 スリランカ・コロンボ　仏旗制定
- 第2回 1952年9月 日本・東京（築地本願寺）
- 第3回 1954年12月、ビルマ（現ミャンマー）
- 第8回 1966年11月 タイ
- 第11回 1976年 タイ
- 第12回 1978年10月1日～6日 日本・東京（築地本願寺、増上寺）
- 第14回 1984年8月2日～ スリランカ・コロンボ
- 第15回 1986年 ネパール・カトマンズ
- 第16回 1988年 アメリカ合衆国・ロサンゼルス  （仏光山西来寺）
- 第20回 1998年10月29日～ オーストラリア・シドニー
- 第21回 2001年12月5日～11日 タイ・バンコク
- 第22回 2002年12月10日～13日 マレーシア・クアラルンプール
- 第23回 2006年4月19日～23日 台湾・高雄 （仏光山）
- 第24回 2008年11月14日～17日 日本・東京（浅草寺）
- 第25回 2010年11月14日～20日 スリランカ・コロンボ
- 第26回 2012年6月12日 韓国　ソウル（真覚宗総本山　総印院）
- 第27回 2014年10月16日～19日 中国・宝鶏